# San Zeno di Montagna
San Zeno di Montagna (velenceiül San Zen de Montanja) település Olaszországban, Veneto régióban, Verona megyében. Lakosainak száma 1464 fő (2023. január 1.). San Zeno di Montagna Brenzone, Caprino Veronese, Ferrara di Monte Baldo, Torri del Benaco és Costermano községekkel határos.

## Népesség
A település népességének változása:
| Lakosok száma | 1362 | 1375 | 1464 |
|               | 2017 | 2018 | 2023 |